# Weiher (Mörlenbach)
Weiher ist ein Ortsteil der Gemeinde Mörlenbach im südhessischen Landkreis Bergstraße.

## Geographische Lage
Weiher liegt im westlichen Odenwald auf einer Höhe von etwa 200 m über NN. Durch den Ort fließt der Mörlenbach in Richtung des Ortes Mörlenbach.
2 km nördlich von Weiher liegt das zur Gemeinde Rimbach gehörende Zotzenbach. Ebenfalls 2 km entfernt liegt im Süden der Mörlenbacher Ortsteil Ober-Mumbach. Zum nordwestlich gelegenen Mörlenbach sind es knapp 3 km. Weiher ist als Straßendorf an der L 3120 gelegen, die von Mörlenbach aus kommend in das 4 km südöstlich vom Ort gelegene Kreidach, einen Ortsteil von Wald-Michelbach, führt.
Weiher liegt an der 1994 stillgelegten Überwaldbahn. Oberhalb des Ortes befand sich in der Bahnhofstraße eine Haltestelle.

## Geschichte

### Von den Anfängen bis zum 18. Jahrhundert
Weiher entstand im Gebiet der ehemaligen „Mark Heppenheim“ die einen Verwaltungsbezirk des Frankenreichs bezeichnete. Am 20. Januar 773 schenkte Karl der Große die Stadt Heppenheim nebst dem zugehörigen Bezirk, der ausgedehnten „Mark Heppenheim“, dem Reichskloster Lorsch. Von hier wurde die Urbarmachung und Besiedlung des Gebietes betrieben, dazu gehörte auch das Weschnitztal mit seinen Seitentälern. Der Blütezeit des Klosters Lorsch, in dessen Gebiet Weiher lag, folgte im 11. und 12. Jahrhundert sein Niedergang. 1232 wurde das Kloster Lorsch dem Erzbistum Mainz unterstellt. 1461 verpfändete dann der Erzbischof von Mainz in seinem weltlichen Herrschaftsbereich (Kurmainz) diese Besitzungen an die „Pfalzgrafschaft bei Rhein“ (Kurpfalz). Diese wechselte 1556 wiederum zum protestantischen Glauben und hob 1564 den Status als Kloster auf.
1267 wird erstmals ein Burggraf auf der Starkenburg (über Heppenheim) genannt, der auch das „Amt Starkenburg“, zu dem Weiher zählte, verwaltete. Als Gericht der „Niederen Gerichtsbarkeit“ und untergeordnete Verwaltungseinheit entwickelte sich die Zent Mörlenbach, deren älteste erhalten gebliebene Beschreibung aus dem Jahr 1504 stammt und in der Weiher bereits genannt wurde.
Die erste bekannte urkundliche Erwähnung von Weiher erfolgte 1369 mit dem Namen Wilre in dem alten Kurpfälzer Zinsbuch des Oberamts Heidelberg, wo festgehalten ist, dass der Pfalzgraf 2/3 des Zehnten erhält. Das Dorf entstand als offenes Reihendorf bei einseitiger Tallage, dessen Friedhof mitten im Dorf lag. 1654 werden 11 Huben genannt, die Abgaben an die Kellerei Heppenheim zu entrichten hatten. Im Jahr 1648 wurde von einer Mühle auf einem Hubengut berichtet, das ein Wasserrad und einen Mahlgang hat und 1½ Malter Hafer an den Schultheissen zu Mörlenbach für dessen Dienste. Vom Zehnten erhielt 1392 der Pfalzgraf ein Drittel und 1488 gingen die Hälfte an die Landschad von Steinach. 1568 erhielten die Kurpfalz, die Propstei Lorsch und die Stettenberger je ein Drittel des großen und kleinen Zehnten.
Im Verlauf der für Kurmainz verhängnisvollen Mainzer Stiftsfehde wurde das Amt Starkenburg an Kurpfalz wiedereinlöslich verpfändet und blieb anschließend für 160 Jahre pfälzisch. Pfalzgraf Friedrich ließ sich für seine Unterstützung von Erzbischof Dieter – im durch die Kurfürsten am 19. November 1461 geschlossenen „Weinheimer Bund“ – das „Amt Starkenburg“ verpfänden, wobei Kurmainz das Recht erhielt, das Pfand für 100.000 Pfund wieder einzulösen.
In den Anfängen der Reformation sympathisierten die pfälzischen Herrscher offen mit dem lutherischen Glauben, aber erst unter Ottheinrich (Kurfürst von 1556 bis 1559) erfolgte der offizielle Übergang zur lutherischen Lehre. Danach wechselten seine Nachfolger und gezwungenermaßen auch die Bevölkerung mehrfach zwischen der lutherischen, reformierten und calvinistischen Religion. Als Folge der Reformation hob die Kurpfalz 1564 das Kloster Lorsch auf. Die bestehenden Rechte wie Zehnten, Grundzinsen, Gülten und Gefälle des Klosters Lorsch wurden fortan durch die „Oberschaffnerei Lorsch“ wahrgenommen und verwaltet.
Im Laufe des Dreißigjährigen Krieges (1618–1648) eroberten spanische Truppen der „Katholischen Liga“ die Region und stellten damit 1623 die Kurmainzer Herrschaft wieder her. Dadurch wurde die durch die Pfalzgrafen eingeführte Reformation weitgehend wieder rückgängig gemacht und die Bevölkerung musste wieder zum katholischen Glauben zurückkehren. Zwar zogen sich die spanischen Truppen nach 10 Jahren vor den anrückenden Schweden zurück aber nach der katastrophalen Niederlage der Evangelischen in der Nördlingen 1634 verließen auch die Schweden die Bergstraße und mit dem Schwedisch-Französischen Krieg begann ab 1635 das blutigste Kapitel des Dreißigjährigen Krieges. Aus der Region berichten die Chronisten aus jener Zeit: „Pest und Hunger wüten im Land und dezimieren die Bevölkerung, sodass die Dörfer öfters völlig leer stehen“. Mit dem Westfälischen Frieden von 1648 wurde die Einlösung der Pfandschaft endgültig festgeschrieben.
Aus dem Jahr 1654 wurde überliefert, dass vom Zehnten je ein Drittel an die Kurpfalz, an das Kloster Lorsch und an den Junker Stettenberger fallen, weiterhin gehörte 1683 als Filialdorf zur Pfarrei in Mörlenbach.
Als es 1782 zu einer Umstrukturierung im Bereich des Kurmainzer Amtes Starkenburg kam, wurde der Bereich des Amtes in die vier untergeordnete Amtsvogteien Heppenheim, Bensheim, Lorsch und Fürth aufgeteilt und das Amt in Oberamt umbenannt.
Die Zente Abtsteinach, Fürth und Mörlenbach, wo Weiher lag, wurden der Amtsvogtei Fürth unterstellt und musste ihre Befugnisse weitgehend abgeben. Zwar blieb die Zentordnung mit dem Zentschultheiß formal bestehen, dieser konnte jedoch nur noch die Anordnungen der übergeordneten Behörden (Oberamt Starkenburg, Unteramt Fürth) ausführen. Das „Oberamt Starkenburg“ gehörte verwaltungsmäßig zum „Unteren Erzstift“ des Kurfürstentums Mainz.
Als es 1782 zu einer Umstrukturierung der Ämter im Bezirk der Kurmainzer Amtskellerei Heppenheim kam, wurde der Bereich des Oberamts Starkenburg in die vier untergeordnete Amtsvogteien Heppenheim, Bensheim, Lorsch und Fürth aufgeteilt. Die Zent Abtsteinach, Fürth und Mörlenbach wurden der Amtsvogtei Fürth unterstellt und musste ihre Befugnisse weitgehend abgeben. Zwar blieb die Zentordnung mit dem Zentschultheiß formal bestehen, dieser konnte jedoch nur noch die Anordnungen der übergeordneten Behörden (Oberamt Starkenburg, Unteramt Fürth) ausführen. Das „Oberamt Starkenburg“ gehörte verwaltungsmäßig zum „Unteren Erzstifts“ des Kurfürstentums Mainz.

### Vom 19. Jahrhundert bis heute

#### Weiher wird hessisch
Das ausgehende 18. und beginnende 19. Jahrhundert brachte Europa weitreichende Änderungen. Als Folge der Napoleonischen Kriege wurde bereits 1797 das „Linke Rheinufer“ und damit der linksrheinische Teil von Kurmainz durch Frankreich annektiert. In seiner letzten Sitzung verabschiedete im Februar 1803 der Immerwährende Reichstag in Regensburg den Reichsdeputationshauptschluss, der die Bestimmungen des Friedens von Luneville umsetzte, und die territorialen Verhältnisse im Heiligen Römischen Reich (Deutscher Nation) neu regelte. Dabei erhielt die Landgrafschaft Hessen-Darmstadt, als Ausgleich für verlorene rechtsrheinische Gebiete, unter anderem Teile der aufgelösten Fürstentümer Kurmainz, Kurpfalz und des Worms zugesprochen. Auch das Oberamt Starkenburg und mit ihm Weiher kam an Hessen-Darmstadt. Dort wurde die „Amtsvogtei Fürth“ vorerst als hessisches Amt weitergeführt während das Oberamt Starkenburg 1805 aufgelöst wurde.
Die übergeordnete Verwaltungsbehörde war der „Regierungsbezirk Darmstadt“ der ab 1803 auch als „Fürstentum Starkenburg“ bezeichnet wurde.
In der Landgrafschaft Hessen-Darmstadt wurde mit Ausführungsverordnung vom 9. Dezember 1803 das Gerichtswesen neu organisiert. Für das Fürstentum Starkenburg wurde das „Hofgericht Darmstadt“ als Gericht der zweiten Instanz eingerichtet. Die Rechtsprechung der ersten Instanz wurde durch die Ämter bzw. Standesherren vorgenommen. Das Hofgericht war für normale bürgerliche Streitsachen Gericht der zweiten Instanz, für standesherrliche Familienrechtssachen und Kriminalfälle die erste Instanz. Übergeordnet war das Oberappellationsgericht Darmstadt. Damit hatten die Zente und die mit ihnen verbundenen Zentgerichte endgültig ihre Funktion eingebüßt.
Unter Druck Napoléons gründete sich 1806 der Rheinbund, dies geschah mit dem gleichzeitigen Reichsaustritt der Mitgliedsterritorien.
Dies führte am 6. August 1806 zur Niederlegung der Reichskrone, womit das alte Reich aufhörte zu bestehen.
Am 14. August 1806 erhob Napoleon die Landgrafschaft Hessen-Darmstadt, gegen den Beitritt zum Rheinbund und Stellung hoher Militärkontingente an Frankreich, zum Großherzogtum, andernfalls drohte er mit Invasion.
1812 wurde das ehemals Pfälzische Oberamt Lindenfels aufgelöst und das bereits als Zentort bestehende Wald-Michelbach erhielt eine eigene Amtsvogtei, deren Amtsbereich wurden auch Weiher zugewiesen.
Konrad Dahl berichtet 1812 in seiner Historisch-topographisch-statistische Beschreibung des Fürstenthums Lorsch, oder Kirchengeschichte des Oberrheingaues über Weiher als Ort der „Zent Mörlenbach“:

„Weiher ein aus 13 Hub mit 26 Häusern und 195 Selen. Bestehendes Dorf an der Mörlenbach oder Weiherbach, ½ Stunde von dem Flecken Mörlenbach entfernt. Das Kloster Lorsch hat daselbst den Universaldreißigerzehenden. Auch sind daselbst 3 Mühlen.“

Nach der endgültigen Niederlage Napoléons regelte der Wiener Kongress 1814/15 auch die territorialen Verhältnisse für Hessen, daraufhin wurden 1816 im Großherzogtum Provinzen gebildet. Dabei wurde das vorher als „Fürstentum Starkenburg“ bezeichnete Gebiet, das aus den südlich des Mains gelegenen alten Hessischen und den ab 1803 hinzugekommenen rechtsrheinischen Territorien bestand, in „Provinz Starkenburg“ umbenannt.
Im Jahr 1814 wurde die Leibeigenschaft im Großherzogtum aufgehoben und es erhielt mit der am 17. Dezember 1820 eingeführten Verfassung des Großherzogtums Hessen eine konstitutionelle Monarchie, in der der Großherzog aber noch große Machtbefugnisse hatte. Die noch bestehenden standesherrlichen Rechte wie Niedere Gerichtsbarkeit, Zehnten, Grundzinsen und andere Gefälle blieben aber noch bis 1848 bestehen.
1821 wurden im Rahmen einer umfassenden Verwaltungsreform die Amtsvogteien in den Provinzen Starkenburg und Oberhessen des Großherzogtums aufgelöst und Landratsbezirke eingeführt, wodurch Weiher zum Landratsbezirk Lindenfels kam. Im Rahmen dieser Reform wurden auch Landgerichte geschaffen, die jetzt unabhängig von der Verwaltung waren. Deren Gerichtsbezirke entsprachen in ihrem Umfang den Landratsbezirken. Für den Landratsbezirk Lindenfels war das Landgericht Fürth als Gericht erster Instanz zuständig.
Diese Reform ordnete auch die administrative Verwaltung auf Gemeindeebene. So war die Bürgermeisterei in Weiher auch für Mackenheim und Schnorrebach (heute als Schnorrenbach ein Weiler im Ortsbezirk Löhrbach der Gemeinde Birkenau) zuständig:
Entsprechend der Gemeindeverordnung vom 30. Juni 1821 gab es keine Einsetzungen von Schultheißen mehr, sondern einen gewählten Ortsvorstand, der sich aus Bürgermeister, Beigeordneten und Gemeinderat zusammensetzte.
Die Statistisch-topographisch-historische Beschreibung des Großherzogthums Hessen berichtet 1829 über Weiher:

„Weiher (L. Bez. Lindenfels) kath. Filialdorf, liegt 2 1⁄2 St. von Lindenfels, an dem Mörlenbach, hat 39 Häuser und 354 Einw., die außer 7 Luth. und 1 Reform. katholisch sind. Im Jahr 1802 kam der Ort von Mainz an Hessen.“

1832 wurden die Verwaltungseinheiten weiter vergrößert und es wurden Kreise geschaffen. Nach der am 20. August 1832 bekanntgegebenen Neugliederung sollte es in Süd-Starkenburg künftig nur noch die Kreise Bensheim und Lindenfels geben; der Landratsbezirk von Heppenheim sollte in den Kreis Bensheim fallen. Noch vor dem Inkrafttreten der Verordnung zum 15. Oktober 1832 wurde diese aber dahingehend revidiert, dass statt des Kreises Lindenfels neben dem Kreis Bensheim der Kreis Heppenheim als zweiter Kreis gebildet wurde, zu dem jetzt Weiher gehörte.
1842 wurde das Steuersystem im Großherzogtum reformiert und der Zehnte und die Grundrenten (Einnahmen aus Grundbesitz) wurden durch ein Steuersystem ersetzt, wie es in den Grundzügen heute noch existiert.
Im Neuestes und gründlichstes alphabetisches Lexicon der sämmtlichen Ortschaften der deutschen Bundesstaaten von 1845 heißt es:

„Weiher b. Lindenfels. — Dorf mit 2 Mühlen, zur evangel. Pfarrei Rimbach, resp. kathol. Pfarrei Mörlenbach gehörig. — 39 H. 354 (meistens katkol.) Einw. — Großherzogth. Hessen. — Prov. Starkenburg. — Kreis Heppenheim. — Landgericht Fürth. — Hofgericht Darmstadt. — Das Dorf Weiher, am Mörlenbach liegend, ist im J. 1802 von Mainz an Hessen übergegangen.“

Infolge der Märzrevolution 1848 wurden mit dem „Gesetz über die Verhältnisse der Standesherren und adeligen Gerichtsherren“ vom 15. April 1848 die standesherrlichen Sonderrechte endgültig aufgehoben.
Darüber hinaus wurden in den Provinzen, die Kreise und die Landratsbezirke des Großherzogtums am 31. Juli 1848 abgeschafft und durch „Regierungsbezirke“ ersetzt, wobei die bisherigen Kreise Bensheim und Heppenheim zum Regierungsbezirk Heppenheim vereinigt wurden. Bereits vier Jahre später, im Laufe der Reaktionsära, kehrte man aber zur Einteilung in Kreise zurück und Weiher wurde Teil des neu geschaffenen Kreises Lindenfels.
Die im Dezember 1852 aufgenommenen Bevölkerungs- und Katasterlisten ergaben für Weiher: Ein katholisches Filialdorf mit zwei Mühlen einer Papierfabrik und 339 Einwohnern. Die Gemarkung bestand aus 2050 Morgen, davon waren 966 Morgen Ackerland, 288 Morgen Wiesen und 739 Morgen Wald.
In den Statistiken des Großherzogtums Hessen werden, bezogen auf Dezember 1867, für das Filialdorf Weiher mit eigener Bürgermeisterei, 53 Häuser, 473 Einwohnern, der Kreis Lindenfels, das Landgericht Fürth, die evangelisch-lutherische Pfarrei Zotzenbach bzw. die reformatorische Pfarrei Wald-Michelbach des Dekanats Lindenfels und die katholische Pfarrei Mörlenbach des Dekanats Heppenheim, angegeben.
1870 provoziert der preußische Ministerpräsident Otto von Bismarck durch die sogenannte Emser Depesche den Deutsch-Französischen Krieg, in dem das Großherzogtum Hessen als Mitglied des Norddeutschen Bundes an der Seite Preußens teilnahm. Noch vor dessen offiziellen Ende am 10. Mai 1871 traten die süddeutschen Staaten dem Norddeutschen Bund bei und am 1. Januar 1871 trat dessen neu Verfassung in Kraft, mit der er sich nun Deutsches Reich nannte.
Auf deutscher Seite forderte dieser Krieg ca. 41.000 Tote. Mit dem Reichsmünzgesetz gab es Deutschland nur noch eine Währung, die Mark mit 100 Pfennigen als Untereinheit.
Nachdem das Großherzogtum Hessen ab 1871 Teil des Deutschen Reiches war, wurden 1874 eine Reihe von Verwaltungsreformen beschlossen. So wurden die landesständige Geschäftsordnung sowie die Verwaltung der Kreise und Provinzen durch Kreis- und Provinzialtage geregelt. Die Neuregelung trat am 12. Juli 1874 in Kraft und verfügte auch die Auflösung der Kreise Lindenfels und Wimpfen und die Wiedereingliederung Weihers in den Kreis Heppenheim.

#### Zeit der Weltkriege
Am 1. August 1914 brach der Erste Weltkrieg aus und setzte im ganzen Deutschen Reich der positiven wirtschaftlichen Entwicklung ein Ende. Als nach der deutschen Niederlage am 11. November 1918 der Waffenstillstand unterschrieben wurde, hatte auch Weiher viele Gefallene zu beklagen, während der Krieg insgesamt rund 17 Millionen Menschenopfer kostete.
Das Ende des Deutschen Kaiserreiches war damit besiegelt, und die unruhigen Zeiten der Weimarer Republik folgten. In der Zeit von 1921 bis 1930 wurden in Deutschland 566.500 Auswanderer gezählt, die versuchten, den schwierigen Verhältnissen in Deutschland zu entfliehen.
Im Jahr 1927 wurde Gemarkungsgröße mit 512,9 ha angegeben.
Am 30. Januar 1933 wurde Adolf Hitler Reichskanzler, was das Ende der Weimarer Republik und den Beginn der Nationalsozialistischen Diktatur bedeutete.
Die hessischen Provinzen Starkenburg, Rheinhessen und Oberhessen wurden 1937 nach der 1936 erfolgten Auflösung der Provinzial- und Kreistage aufgehoben. Zum 1. November 1938 trat dann eine umfassende Gebietsreform auf Kreisebene in Kraft. In der ehemaligen Provinz Starkenburg war der Kreis Bensheim besonders betroffen, da er aufgelöst und zum größten Teil dem Kreis Heppenheim zugeschlagen wurde. Der Kreis Heppenheim übernahm auch die Rechtsnachfolge des Kreises Bensheim und erhielt den neuen Namen Landkreis Bergstraße.
Am 1. September 1939 begann mit dem Einmarsch deutscher Truppen in Polen der Zweite Weltkrieg, der in seinen Auswirkungen noch weit dramatischer war als der Erste Weltkrieg und dessen Opferzahl auf 60 bis 70 Millionen Menschen geschätzt werden.
In der Endphase des Zweiten Weltkrieges in Europa erreichen die amerikanischen Verbände Mitte März 1945 den Rhein zwischen Mainz und Mannheim. Am 22. März überquerte die 3. US-Armee bei Oppenheim den Rhein und besetzte am 25. März Darmstadt. In den ersten Stunden des 26. März 1945 überquerten amerikanische Einheiten bei Hamm und südlich von Worms den Rhein von wo sie auf breiter Front gegen die Bergstraße vorrücken. Am 27. März standen die amerikanischen Truppen in Lorsch, Bensheim und Heppenheim und einen Tag später waren Aschaffenburg am Main sowie der westliche und nördlichen Teil des Odenwaldes besetzt. Der Krieg in Europa endete mit der bedingungslosen Kapitulation aller deutschen Truppen, die am 8. Mai 1945 um 23:01 Uhr mitteleuropäischer Zeit in Kraft trat.
Das Großherzogtum Hessen war von 1815 bis 1866 ein Mitgliedsstaat des Deutschen Bundes und danach ein Bundesstaat des Deutschen Reiches. Es bestand bis 1919, nach dem Ersten Weltkrieg wurde das Großherzogtum zum republikanisch verfassten Volksstaat Hessen. 1945 nach Ende des Zweiten Weltkriegs befand sich das Gebiet des heutigen Hessen in der amerikanischen Besatzungszone und durch Weisung der Militärregierung entstand Groß-Hessen, aus dem das Bundesland Hessen in seinen heutigen Grenzen hervorging.

#### Nachkriegszeit und Gegenwart
Wie die Einwohnerzahlen von 1939 bis 1950 zeigen hatte auch Weiher nach dem Krieg viele Flüchtlinge und Vertriebene aus den ehemaligen deutschen Ostgebieten zu verkraften.
Im Jahr 1961 wurde die Gemarkungsgröße mit 513 ha angegeben, davon waren 197 ha Wald.
Zum 1. Juli 1971 wurde Weiher im Zuge der Gebietsreform in Hessen auf freiwilliger Basis nach Mörlenbach eingemeindet. Nach der Eingemeindung wurde wie für die übrigen Ortsteile auch für Weiher ein Ortsbezirk mit Ortsbeirat und Ortsvorsteher nach der Hessischen Gemeindeordnung eingerichtet.

### Gerichtszugehörigkeit in Hessen
Die Gerichtsbarkeit ging 1813 an das neue Justizamt in Fürth über.
Mit Bildung der Landgerichte im Großherzogtum Hessen war ab 1821 das Landgericht Fürth das Gericht erster Instanz.
Anlässlich der Einführung des Gerichtsverfassungsgesetzes mit Wirkung vom 1. Oktober 1879, infolge derer die bisherigen großherzoglich hessischen Landgerichte durch Amtsgerichte an gleicher Stelle ersetzt wurden, während die neu geschaffenen Landgerichte nun als Obergerichte fungierten, kam es zur Umbenennung in Amtsgericht Fürth und Zuteilung zum Bezirk des Landgerichts Darmstadt.

### Verwaltungsgeschichte im Überblick
Die folgende Liste zeigt die Staaten und Verwaltungseinheiten, denen Weiher angehört(e):
- vor 1782: Heiliges Römisches Reich, Kurfürstentum Mainz, Amt Starkenburg (1461–1650 an Kurpfalz verpfändet), Zent Mörlenbach
- ab 1782: Heiliges Römisches Reich, Kurfürstentum Mainz, Unteres Erzstift, Oberamt Starkenburg, Amtsvogtei Fürth
- ab 1803: Heiliges Römisches Reich, Landgrafschaft Hessen-Darmstadt,[Anm. 2] Fürstentum Starkenburg, Amt Fürth
- ab 1806: Großherzogtum Hessen,[Anm. 3] Fürstentum Starkenburg, Amt Fürth
- ab 1812: Großherzogtum Hessen, Fürstentum Starkenburg, Amt Waldmichelbach
- ab 1815: Großherzogtum Hessen[Anm. 4], Provinz Starkenburg, Amt Waldmichelbach
- ab 1821: Großherzogtum Hessen, Provinz Starkenburg, Landratsbezirk Lindenfels[Anm. 5]
- ab 1832: Großherzogtum Hessen, Provinz Starkenburg, Kreis Lindenfels
- ab 1848: Großherzogtum Hessen, Regierungsbezirk Heppenheim
- ab 1852: Großherzogtum Hessen, Provinz Starkenburg, Kreis Lindenfels
- ab 1874: Großherzogtum Hessen, Provinz Starkenburg, Kreis Heppenheim
- ab 1871: Deutsches Reich,[Anm. 6] Großherzogtum Hessen, Provinz Starkenburg, Kreis Heppenheim
- ab 1918: Deutsches Reich, Volksstaat Hessen,[Anm. 7] Provinz Starkenburg, Kreis Heppenheim
- ab 1938: Deutsches Reich, Volksstaat Hessen, Landkreis Bergstraße[24][Anm. 8]
- ab 1945: Amerikanische Besatzungszone,[Anm. 9] Groß-Hessen, Regierungsbezirk Darmstadt, Landkreis Bergstraße
- ab 1946: Amerikanische Besatzungszone, Land Hessen, Regierungsbezirk Darmstadt, Landkreis Bergstraße
- ab 1949: Bundesrepublik Deutschland, Land Hessen, Regierungsbezirk Darmstadt, Landkreis Bergstraße
- ab 1971: Bundesrepublik Deutschland, Land Hessen, Regierungsbezirk Darmstadt, Landkreis Bergstraße, Gemeinde Mörlenbach[Anm. 10]

### Bevölkerung

#### Einwohnerstruktur
Nach den Erhebungen des Zensus 2011 lebten am Stichtag dem 9. Mai 2011 in Weiher 1524 Einwohner. Darunter waren 78 (5,1 %) Ausländer.
Nach dem Lebensalter waren 255 Einwohner unter 18 Jahren, 630 waren zwischen 18 und 49, 327 zwischen 50 und 64 und 312 Einwohner waren älter.
Die Einwohner lebten in 675 Haushalten. Davon waren 204 Singlehaushalte, 198 Paare ohne Kinder und 204 Paare mit Kindern, sowie 57 Alleinerziehende und 12 Wohngemeinschaften. In 141 Haushalten lebten ausschließlich Senioren und in 450 Haushaltungen leben keine Senioren.
Im Jahr  1961 wurden 118 evangelische  (11,65 %) und 884 katholische (87,27 %) Christen gezählt.

#### Einwohnerentwicklung
| Weiher: Einwohnerzahlen von 1829 bis 2022 | Weiher: Einwohnerzahlen von 1829 bis 2022 | Weiher: Einwohnerzahlen von 1829 bis 2022 | Weiher: Einwohnerzahlen von 1829 bis 2022 | Weiher: Einwohnerzahlen von 1829 bis 2022 |
| --- | ----------------------------------------- | ----------------------------------------- | ----------------------------------------- | ----------------------------------------- |
| Jahr |                                           |                                           |                                           | Einwohner                                 |
| 1829 | 1829                                      |                                           | 354                                       | 354                                       |
| 1834 | 1834                                      |                                           | 416                                       | 416                                       |
| 1840 | 1840                                      |                                           | 400                                       | 400                                       |
| 1846 | 1846                                      |                                           | 494                                       | 494                                       |
| 1852 | 1852                                      |                                           | 339                                       | 339                                       |
| 1858 | 1858                                      |                                           | 389                                       | 389                                       |
| 1864 | 1864                                      |                                           | 488                                       | 488                                       |
| 1871 | 1871                                      |                                           | 458                                       | 458                                       |
| 1875 | 1875                                      |                                           | 457                                       | 457                                       |
| 1885 | 1885                                      |                                           | 437                                       | 437                                       |
| 1895 | 1895                                      |                                           | 427                                       | 427                                       |
| 1905 | 1905                                      |                                           | 476                                       | 476                                       |
| 1910 | 1910                                      |                                           | 529                                       | 529                                       |
| 1925 | 1925                                      |                                           | 543                                       | 543                                       |
| 1939 | 1939                                      |                                           | 628                                       | 628                                       |
| 1946 | 1946                                      |                                           | 924                                       | 924                                       |
| 1950 | 1950                                      |                                           | 949                                       | 949                                       |
| 1956 | 1956                                      |                                           | 943                                       | 943                                       |
| 1961 | 1961                                      |                                           | 1.013                                     | 1.013                                     |
| 1967 | 1967                                      |                                           | 1.150                                     | 1.150                                     |
| 1970 | 1970                                      |                                           | 1.218                                     | 1.218                                     |
| 1980 | 1980                                      |                                           | ?                                         | ?                                         |
| 2000 | 2000                                      |                                           | ?                                         | ?                                         |
| 2009 | 2009                                      |                                           | 1.588                                     | 1.588                                     |
| 2011 | 2011                                      |                                           | 1.524                                     | 1.524                                     |
| 2015 | 2015                                      |                                           | 1.531                                     | 1.531                                     |
| 2019 | 2019                                      |                                           | 1.598                                     | 1.598                                     |
| 2022 | 2022                                      |                                           | 1.595                                     | 1.595                                     |
| Datenquelle: Historisches Gemeindeverzeichnis für Hessen: Die Bevölkerung der Gemeinden 1834 bis 1967. Wiesbaden: Hessisches Statistisches Landesamt, 1968. Weitere Quellen: LAGIS; nach 1970 Gemeinde Mörlenbach; Zensus 2011 |                                           |                                           |                                           |                                           |

## Sehenswürdigkeiten

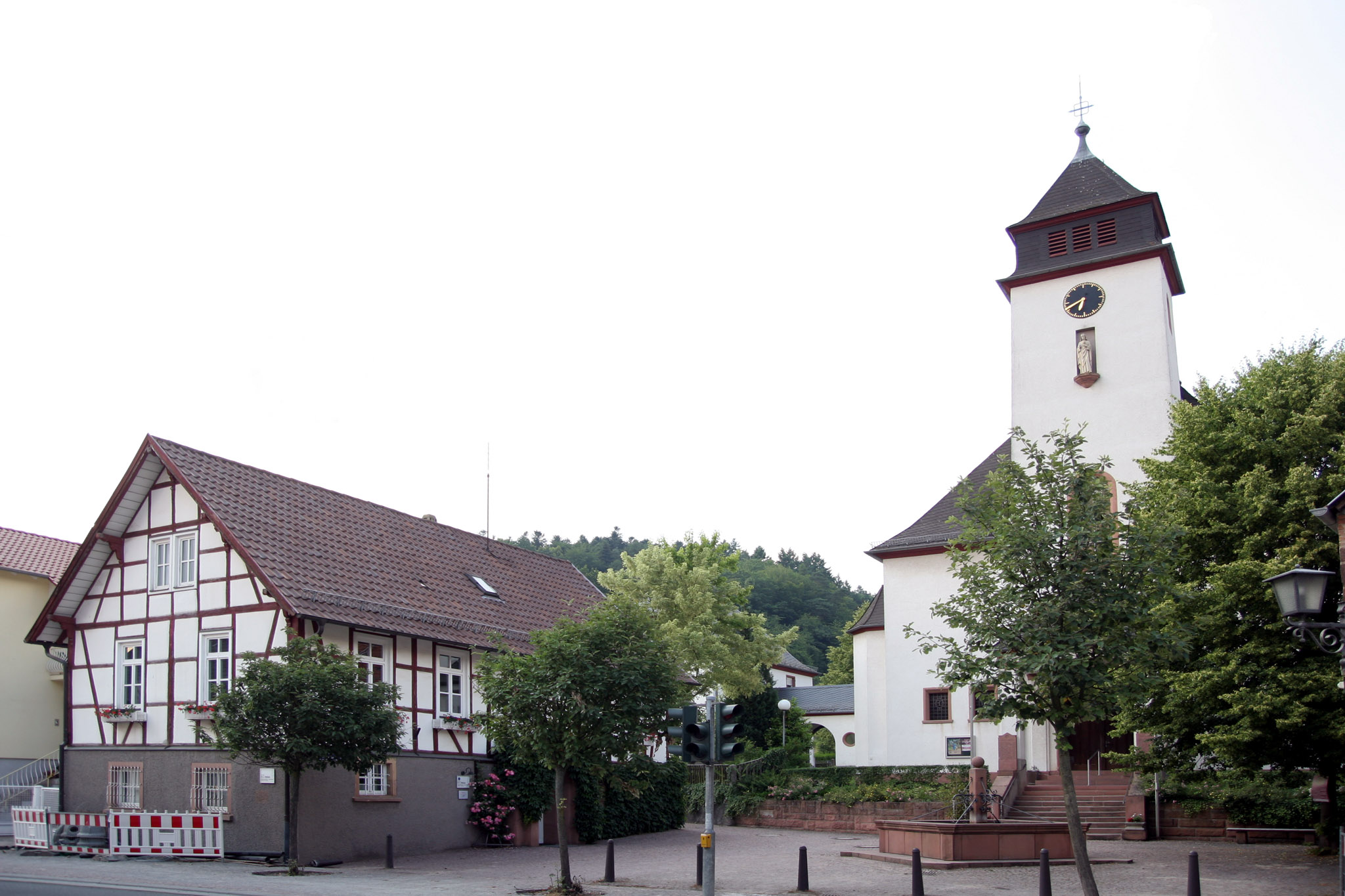
Die Herz-Jesu-Kirche in Weiher

Im Zentrum der Gemeinde, an der Hauptstraße gelegen, befindet sich die 1926 fertiggestellte Herz-Jesu-Kirche. Das Gotteshaus wurde am 3. Oktober 1926 durch den Mainzer Bischof Ludwig Maria Hugo eingeweiht.

## Vereinsleben
In Weiher gibt es den 1904 gegründete TSV Weiher mit den Abteilungen Fußball, Turnen, Tanzen, Gymnastik, Tischtennis, Tennis, Badminton und Mountainbiking und die katholische Musikkapelle Lauda Sion.